# Каштаково
Каштаково (тат. Каштак) — деревня в Кожевниковском районе Томской области России. Входит в состав Вороновского сельского поселения.

## История
Основана в 1660 году. 
По переписи 1897 года здесь проживало 222 человека из них 198 коренных тюрков (обских татар) и 24 русских. Входила в состав Темерчинской волости..
По данным на 1926 года деревня Каштакова состояла из 92 хозяйств, основным населением стали — русские. Административный центр Каштаковского сельсовета Вороновского района Томского округа Сибирского края.

## Население
| 1926 | 2002 | 2010 | 2012 | 2013 | 2014 | 2015 |
| ---- | ---- | ---- | ---- | ---- | ---- | ---- |
| 415  | ↘1   | →1   | ↘0   | →0   | →0   | →0   |
| 2021 |      |      |      |      |      |      |
| ↗2   |      |      |      |      |      |      |

Национальный состав
По переписи 1897 года основным населением были обские татары.
Согласно результатам переписи 2002 года, в национальной структуре населения русские составляли 100 %.